# جامعة الملك سلمان الدولية
جامعة الملك سلمان الدولية جامعة أهلية مصرية، تأسست عام 2020 بموجب قانون تنظيم الجامعات الخاصة والأهلية رقم 12 لسنة 2009، وذلك ضمن برنامج خادم الحرمين الشريفين الملك سلمان بن عبد العزيز آل سعود لتنمية سيناء. تعتمد الجامعة على تقنيات تعليم مبتكرة ومعايير دولية، وتتوزع كلياتها عبر ثلاثة أفرع جامعية ذكية تقع في الطور، وشرم الشيخ، ورأس سدر.

### التمويل والتأسيس
جاء تمويل الجامعة عبر اتفاقية قرض بقيمة 937.5 مليون ريال سعودي بين مصر والصندوق السعودي للتنمية، لدعم إنشاء الجامعة في مدينة الطور. ويهدف المشروع إلى رفع المستوى العلمي والتوعوي في سيناء، ومكافحة التطرف، بالإضافة إلى توفير فرص التعليم والعمل لسكان سيناء والمناطق المجاورة.

### الأهداف الأكاديمية
تسعى الجامعة إلى تأهيل خريجين في مجالات العلوم الأساسية والإنسانية على درجات البكالوريوس والماجستيروالدكتوراه، مع التركيز على البحث العلمي التطبيقي لخدمة المجتمع محليًا ودوليًا. كما تلتزم الجامعة بتطوير التعليم والبحث، وتسخير تكنولوجيا المعلومات والاتصالات، واستقطاب خبراء دوليين، وربط مخرجات التعلم بسوق العمل، وتعزيز المسؤولية الأخلاقية والمهنية، والسعي للحصول على الاعتماد الأكاديمي الدولي ورفع تصنيفها محليًا وعالميًا.

### البرامج والمجالات الأكاديمية:
تقدم الجامعة سبعة عشر مجالًا أكاديميًا متنوعًا تشمل:
- علوم الإدارية
- الزراعات الصحراوية
- الطب البيطري
- علوم الصيدلة
- الهندسة
- هندسة وعلوم الحاسب
- العلوم الأساسية
- طب الأسنان
- الطب
- علوم التمريض
- الصناعات التكنولوجية
- العمارة
- العلاج الطبيعي
- الفنون والتصميم
- السياحة والضيافة
- الألسن واللغات التطبيقية
- العلوم المجتمعية

## الفروع والكليات

### فرع الطور
يقع في مدينة الطور، ويضم 7 كليات: الهندسة، هندسة وعلوم الحاسب، الصناعات التكنولوجية، العلوم، طب الأسنان، الطب، وعلوم التمريض. يحتوي الحرم على مبانٍ إدارية، سكن طلابي، ومرافق رياضية. تنفذه الهيئة الهندسية للقوات المسلحة المصرية بتمويل قدره 250 مليون دولار من صندوق الاستثمار السعودي. كما يُعد من الأفرع الذكية التي تطبق تقنيات حديثة، مثل نظام إنترنت الأشياء (IoT)، لتقديم تجربة تعليمية متكاملة.

### فرع رأس سدر
يضم 4 كليات: العلوم المجتمعية، العلوم الإدارية، زراعة الصحراء، والطب البيطري والصيدلة. كما يشمل سكنًا طلابيًا ومرافق تعليمية مساندة، ويُعد منارة للمعرفة والبحث العلمي في المنطقة.

### فرع شرم الشيخ
يضم 6 كليات: الألسن واللغات التطبيقية، السياحة والضيافة، الفنون والتصميم، العمارة، العلاج الطبيعي، والعلوم الإدارية. يوفر سكنًا للطلاب، ويتميّز ببيئة تعليمية ذكية ومتكاملة، مستفيدة من الموقع السياحي للمدينة في دعم التخصصات المهنية والخدمية.

## وصلات خارجية
- موقع جامعة الملك سلمان الدولية